# 후허핑

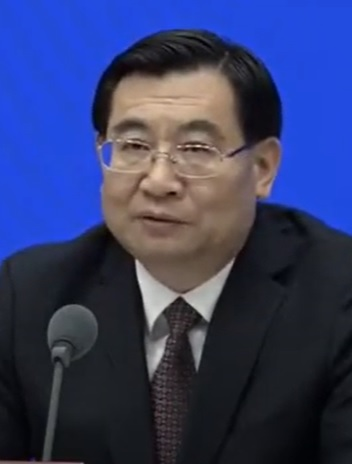

후허핑(호화평, 중국어: 胡和平, 1962년 10월 ~ )은 중화인민공화국의 차기 정치인이자, 칭화대학교의 前 당서기이다. 산시성 위원회 당서기 등을 역임하였고 현재는 중화인민공화국 국무원 문화관광부 부장 겸 당서기이다.

## 약력
산둥성 린이시 본적, 네이멍구자치구 우라터 후기 출생. 1980년 칭화대학교 공과 대학 수리공학부에 입학하였다. 1986년 칭화대학교 공과 대학 수리공학부 석사과정에 입학하였다. 1990년 칭화대학교 공과대학 수리공학부에서 수리(水利)학과 하류(河流) 동역학 전공으로 공학 석사 학위를 취득하였다. 1989년 톈안먼 사건 때는 칭화대학교 공과 대학 수리공학부 교사, 학생 공작조 부조장, 조장 등직에서 칭화대학교 내 장둥쑨ㆍ뤄룽지계, 린휘인계, 예치쑨ㆍ저우펑쒀계,  후야오방ㆍ후치리계, 일부 문혁계 등 시위자들의 조기 학교 복귀에 관여하기도 하였다. 1995년에는 일본 도쿄대학교 공과대학 토목공학과에서 공학 박사 학위를 취득하였다. 1996년부터는 칭화대학교 공과대학 수리공학과 교수로 재직하였다. 2004년 칭화대 교무처장. 2006년~2007년 칭화대 부총장을 역임하였다. 2008년~2013년 칭화대 당서기를 역임하였다. 2013년 저장성 조직부장, 당교 교장. 2015년 산시성 부서기, 당교 교장. 2016년 산시성 성장, 2017년부터 산시성 당서기를 역임하였다. 2020년에는 시진핑 중화인민공화국 주석의 추천으로 중국 국무원 문화관광부의 당조 서기 겸 부장에 취임하였다.

## 학력
- 1980년 ~ 1986년: 칭화대학교 수리공학과 (학사)
- 1986년 ~ 1990년: 칭화대학교 대학원 수리공학과 (석사)
- 1992년 ~ 1995년: 도쿄대학교 대학원 토목공학과 (박사)

## 같이 보기
- 시중쉰
- 후야오방
- 후진타오